# Teroldego
La teroldego es una uva tinta italiana que crece sobre todo en la región de Trentino-Alto Adigio.

## Descripción

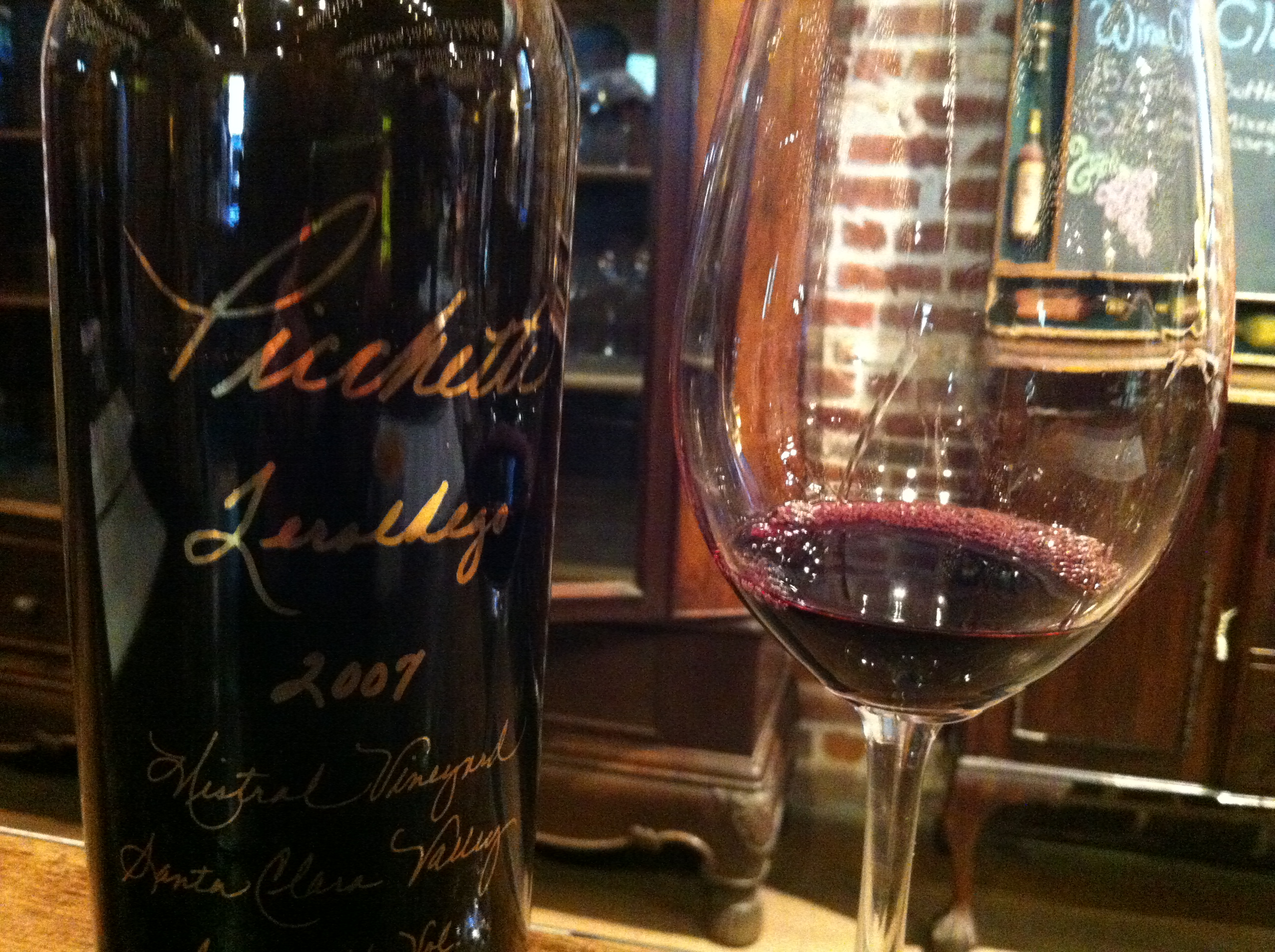
Un vino de teroldego hecho en California.

El vino se ha producido desde tiempos antiguos en Campo Rotaliano, una llanura aluviana entre los ríos Adigio (Etsch) y Noce. La teroldego toma su nombre de su método de cultivo tradicional, que se hacía con un arnés de alambre (tirelle). Esta explicación es más probable que la legendaria, que asocia su nombre con la expresión en un dialecto germano para decir "oro del Tirol". Recientemente se ha descubierto que es hermana de la uva francesa dureza, que a su vez es pariente de la syrah.
Las uvas maduran en torno a la última semana de septiembre o la primera de octubre.

## Cultivo y vinificación
El vino teroldego rotaliano, que se hace en Trentino con esta uva, tiene estatus de Denominazione di Origine Controllata (DOC) desde el 18 de febrero de 1971. Está plantada en unas 400 ha y hay unos 300 productores.
Algunas autoridades de California comparan la teroldego con la zinfandel, que tiene notas a frutos rojos picantes y toques a alquitrán, pinos y almendros, pero pocos catadores confundirían ambas variedades en una cata a ciegas. Su acidez hace que sea un vino versátil con los alimentos.
En Australia, la variedad ha sido plantada en unos pocos lugares. Ha encontrado un hogar en climas cálidos y costeros como los del Mc Laren Vale (Geoff Hardy) y el río Margaret. Productores como Amato Vino están apostando por esta variedad.